# Liste der denkmalgeschützten Objekte in Zvolen
Die Liste der denkmalgeschützten Objekte in Zvolen enthält die 65 nach slowakischen Denkmalschutzvorschriften geschützten Objekte in der Gemeinde Zvolen im Okres Zvolen.

## Denkmäler
| Foto |                 | Denkmal / č. ÚZPF                               | Standort / Konskr. Nr.                                          | Offizielle Beschreibung                        | Beschreibung                                                          | Metadaten                                                                      |
| ---- | --------------- | ----------------------------------------------- | --------------------------------------------------------------- | ---------------------------------------------- | --------------------------------------------------------------------- | ------------------------------------------------------------------------------ |
|      | Datei hochladen | Höhenburg(sk) ObjektID: 611-1205/1              | KG: Môtová Konskr.Nr.:                                          | skúmané,prezentované - Hradisko Priekopa       | untersucht, präsentiert, Festungsgraben                               | č. NKP: 611-1205/1 Stand des NKP: 2012-02-08 Name: HRADISKO VÝŠINNÉ            |
| ja   | Datei hochladen | Kirche(sk) ObjektID: 611-1127/0                 | Standort KG: Zolná Konskr.Nr.:                                  | r.k.sv.Mateja - stredoveká nástenná malba      | römisch-katholische Kirche St. Matthias, mittelalterliche Wandmalerei | č. NKP: 611-1127/0 Stand des NKP: 2012-02-08 Name: KOSTOL                      |
| ja   | Datei hochladen | Gedenkstätte(sk) ObjektID: 611-1185/0           | Standort KG: Zolná Konskr.Nr.:                                  | letisko                                        | (am) für den Flughafen                                                | č. NKP: 611-1185/0 Stand des NKP: 2012-02-08 Name: MIESTO PAMÄTNÉ              |
| ja   | Datei hochladen | Schloss(sk) ObjektID: 611-1128/0                | Povstaleckých letcov ul. 68 Standort KG: Zolná Konskr.Nr.: 3019 |                                                |                                                                       | č. NKP: 611-1128/0 Stand des NKP: 2012-02-08 Name: KAŠTIEL                     |
| ja   | Datei hochladen | Umfassungsmauer(sk) ObjektID: 611-1130/1        | Standort KG: Zvolen Konskr.Nr.:                                 |                                                |                                                                       | č. NKP: 611-1130/1 Stand des NKP: 2012-02-08 Name: MÚR HRADBOVÝ                |
| ja   | Datei hochladen | Bastion(sk) ObjektID: 611-1130/2                | Standort KG: Zvolen Konskr.Nr.: 3879                            |                                                |                                                                       | č. NKP: 611-1130/2 Stand des NKP: 2012-02-08 Name: BAŠTA                       |
| ja   | Datei hochladen | Bastion(sk) ObjektID: 611-1130/3                | Standort KG: Zvolen Konskr.Nr.:                                 | SZ bastión mestského opevnenia                 |                                                                       | č. NKP: 611-1130/3 Stand des NKP: 2012-02-08 Name: Bastión                     |
| ja   | Datei hochladen | Bastion(sk) ObjektID: 611-1130/4                | Tótha V.P. ul. Standort KG: Zvolen Konskr.Nr.:                  | SV bastión mestského opevnenia                 |                                                                       | č. NKP: 611-1130/4 Stand des NKP: 2012-02-08 Name: Bastión                     |
| ja   | Datei hochladen | Bastion(sk) ObjektID: 611-1130/5                | Dobronivská cesta Standort KG: Zvolen Konskr.Nr.:               | J bastión mestského opevnenia                  |                                                                       | č. NKP: 611-1130/5 Stand des NKP: 2012-02-08 Name: Bastión                     |
| ja   | Datei hochladen | PALÁC HRADNÝ Pustý hrad ObjektID: 611-1131/1    | Standort KG: Zvolen Konskr.Nr.:                                 | ruina - Zvolenský hrad                         | Burgruine Zvolen                                                      | č. NKP: 611-1131/1 Stand des NKP: 2012-02-08 Name: PALÁC HRADNÝ                |
| BW   | Datei hochladen | Burggraben(sk) ObjektID: 611-1131/2             | Standort KG: Zvolen Konskr.Nr.:                                 |                                                |                                                                       | č. NKP: 611-1131/2 Stand des NKP: 2012-02-08 Name: PRIEKOPA HRADNÁ             |
| ja   | Datei hochladen | Burgturm(sk) ObjektID: 611-1131/3               | Standort KG: Zvolen Konskr.Nr.:                                 |                                                |                                                                       | č. NKP: 611-1131/3 Stand des NKP: 2012-02-08 Name: VEŽA HRADNÁ                 |
| ja   | Datei hochladen | Umfassungsmauer(sk) ObjektID: 611-1131/4        | Standort KG: Zvolen Konskr.Nr.:                                 | hradná                                         |                                                                       | č. NKP: 611-1131/4 Stand des NKP: 2012-02-08 Name: BRÁNA OPEVNENIA             |
|      | Datei hochladen | Soldatenfriedhof(sk) ObjektID: 611-1186/1       | KG: Zvolen Konskr.Nr.:                                          | rumunská armáda                                | der rumänischen Armee                                                 | č. NKP: 611-1186/1 Stand des NKP: 2012-02-08 Name: CINTORÍN VOJENSKÝ           |
|      | Datei hochladen | Denkmal(sk) ObjektID: 611-1186/2                | KG: Zvolen Konskr.Nr.:                                          | padlí vojaci rum.armády                        | für die gefallenen Soldaten der rumänischen Armee                     | č. NKP: 611-1186/2 Stand des NKP: 2012-02-08 Name: POMNÍK                      |
| BW   | Datei hochladen | Soldatenfriedhof(sk) ObjektID: 611-1187/0       | Standort KG: Zvolen Konskr.Nr.:                                 | sov.armáda                                     | der sowjetischen Armee                                                | č. NKP: 611-1187/0 Stand des NKP: 2012-02-08 Name: CINTORÍN VOJENSKÝ           |
|      | Datei hochladen | Gedenkfriedhof(sk) ObjektID: 611-1188/0         | KG: Zvolen Konskr.Nr.:                                          | padlí v SNP                                    | für die Gefallenen des Nationalaufstandes                             | č. NKP: 611-1188/0 Stand des NKP: 2012-02-08 Name: CINTORÍN PAMÄTNÝ            |
|      | Datei hochladen | Grab(sk) ObjektID: 611-1189/0                   | KG: Zvolen Konskr.Nr.:                                          | zavraždení obcania                             | von ermordeten Bürgern                                                | č. NKP: 611-1189/0 Stand des NKP: 2012-02-08 Name: NÁHROBNÍK                   |
|      | Datei hochladen | Gedenkstelle mit Tafel(sk) ObjektID: 611-1198/0 | KG: Zvolen Konskr.Nr.:                                          | zavraždení obcania - Poprava 128 antifaš.      | für die ermordeten Bürgern, 128 Antifaschisten                        | č. NKP: 611-1198/0 Stand des NKP: 2012-02-08 Name: MIESTO PAMÄTNÉ S PAM.TAB.   |
| ja   | Datei hochladen | Panzerdarstellung(sk) ObjektID: 611-2732/0      | Standort KG: Zvolen Konskr.Nr.:                                 | SNP - tankový vozen+tank Škoda Lt.35           | Panzerwagen und Škoda 35 aus dem Nationalaufstand                     | č. NKP: 611-2732/0 Stand des NKP: 2012-02-08 Name: VOZEN PANCIEROVÝ            |
| ja   | Datei hochladen | Flak(sk) ObjektID: 611-2888/0                   | Standort KG: Zvolen Konskr.Nr.:                                 | SNP                                            | aus dem Nationalaufstand                                              | č. NKP: 611-2888/0 Stand des NKP: 2012-02-08 Name: VLAK PANCIEROVÝ             |
|      | Datei hochladen | Friedhof mit Denkmal(sk) ObjektID: 611-2891/0   | KG: Zvolen Konskr.Nr.:                                          | symbolický,SNP - Symbolický cintorín obetí SNP | symbolischer Friedhof für die Opfer des Nationalaufstandes            | č. NKP: 611-2891/0 Stand des NKP: 2012-02-08 Name: CINTORÍN PAMÄTNÝ S POMNÍKOM |
| ja   | Datei hochladen | Theater(sk) ObjektID: 611-1195/1                | Divadelná ul. 3 Standort KG: Zvolen Konskr.Nr.: 1727            | cinnost osvetová - Divadlo J.G.Tajovské        | pädagogische Tätigkeit                                                | č. NKP: 611-1195/1 Stand des NKP: 2012-02-08 Name: DIVADLO                     |
|      | Datei hochladen | Gedenktafel(sk) ObjektID: 611-1195/2            | Divadelná ul. 3 KG: Zvolen Konskr.Nr.: 1727                     | cinnost osvetová                               | pädagogische Tätigkeit                                                | č. NKP: 611-1195/2 Stand des NKP: 2012-02-08 Name: TABULA PAMÄTNÁ              |
| ja   | Datei hochladen | Gedenkdruckerei(sk) ObjektID: 611-1194/1        | Divadelná ul. 5 Standort KG: Zvolen Konskr.Nr.: 1234            | povstalecká tlaciaren                          | Rebellendruckerei                                                     | č. NKP: 611-1194/1 Stand des NKP: 2012-02-08 Name: TLACIAREN PAMÄTNÁ           |
| ja   | Datei hochladen | Gedenktafel(sk) ObjektID: 611-1194/2            | Divadelná ul. 5 Standort KG: Zvolen Konskr.Nr.: 1234            | povstalecká tlaciaren                          | für die Rebellendruckerei                                             | č. NKP: 611-1194/2 Stand des NKP: 2012-02-08 Name: TABULA PAMÄTNÁ              |
|      | Datei hochladen | Gedenkinschrift(sk) ObjektID: 611-1200/0        | Jesenského ul. 29 KG: Zvolen Konskr.Nr.:                        | sov.armáda                                     | für die Sowjetarmee (nicht außen?)                                    | č. NKP: 611-1200/0 Stand des NKP: 2012-02-08 Name: NÁPIS PAMÄTNÝ               |
| BW   | Datei hochladen | Gedenkhaus(sk) ObjektID: 611-1191/1             | Jesenského-Môtovská ul. 2 Standort KG: Zvolen Konskr.Nr.: 497   | štáb vojenský                                  | für den Militärstab                                                   | č. NKP: 611-1191/1 Stand des NKP: 2012-02-08 Name: DOM PAMÄTNÝ                 |
| BW   | Datei hochladen | Gedenktafel(sk) ObjektID: 611-1191/2            | Jesenského-Môtovská ul. 2 Standort KG: Zvolen Konskr.Nr.: 497   | štáb vojenský                                  | für den Militärstab                                                   | č. NKP: 611-1191/2 Stand des NKP: 2012-02-08 Name: TABULA PAMÄTNÁ              |
| ja   | Datei hochladen | Bank(sk) ObjektID: 611-1193/0                   | Kozácekova ul. 2 Standort KG: Zvolen Konskr.Nr.: 829            | Legiobanka                                     |                                                                       | č. NKP: 611-1193/0 Stand des NKP: 2012-02-08 Name: BANKA                       |
| ja   | Datei hochladen | Gedenkgymnasium(sk) ObjektID: 611-1196/1        | Masarykova ul. 20 Standort KG: Zvolen Konskr.Nr.: 853           | partizánska nemocnica                          | Partisanenkrankenhaus                                                 | č. NKP: 611-1196/1 Stand des NKP: 2012-02-08 Name: GYMNÁZIUM PAMÄTNÉ           |
|      | Datei hochladen | Gedenktafel(sk) ObjektID: 611-1196/2            | Masarykova ul. 20 KG: Zvolen Konskr.Nr.: 853                    | SNP - PT voj.nemocnice                         | für das Partisanenkrankenhaus                                         | č. NKP: 611-1196/2 Stand des NKP: 2012-02-08 Name: TABULA PAMÄTNÁ              |
|      | Datei hochladen | Gedenkbankgebäude(sk) ObjektID: 611-1192/1      | Sládkovicova ul. 10 KG: Zvolen Konskr.Nr.: 93                   | partizánsky štáb                               | für die Partisanenmitarbeiter                                         | č. NKP: 611-1192/1 Stand des NKP: 2012-02-08 Name: BANKA PAMÄTNÁ               |
|      | Datei hochladen | Gedenktafel(sk) ObjektID: 611-1192/2            | Sládkovicova ul. 10 KG: Zvolen Konskr.Nr.: 93                   | partizánsky štáb                               | für die Partisanenmitarbeiter                                         | č. NKP: 611-1192/2 Stand des NKP: 2012-02-08 Name: TABULA PAMÄTNÁ              |
| ja   | Datei hochladen | Palais(sk) Schloss Altsohl ObjektID: 611-1129/1 | SNP nám. 0 Standort KG: Zvolen Konskr.Nr.: 594                  | palác s nádvorím - Zvolenský zámok             | Palast mit Innenhof, Schloss Altsohl                                  | č. NKP: 611-1129/1 Stand des NKP: 2012-02-08 Name: PALÁC                       |
| ja   | Datei hochladen | Burgkapelle(sk) ObjektID: 611-1129/2            | SNP nám. 0 KG: Zvolen Konskr.Nr.:                               | palác s nádvorím                               | Palast mit Innenhof                                                   | č. NKP: 611-1129/2 Stand des NKP: 2012-02-08 Name: KAPLNKA HRADNÁ              |
| ja   | Datei hochladen | Burghof 1(sk) ObjektID: 611-1129/3              | SNP nám. 0 Standort KG: Zvolen Konskr.Nr.:                      | palác s nádvorím - Vnútorné nádvorie           | Palast mit Innenhof, Innenhof                                         | č. NKP: 611-1129/3 Stand des NKP: 2012-02-08 Name: NÁDVORIE HRADNÉ I.          |
| ja   | Datei hochladen | Burgbrunnen(sk) ObjektID: 611-1129/4            | SNP nám. 0 KG: Zvolen Konskr.Nr.:                               | palác s nádvorím - Hradná studna               | Palast mit Innenhof                                                   | č. NKP: 611-1129/4 Stand des NKP: 2012-02-08 Name: STUDNA HRADNÁ               |
| BW   | Datei hochladen | Befestigungstor(sk) ObjektID: 611-1129/5        | SNP nám. 0 Standort KG: Zvolen Konskr.Nr.:                      | opevnenie hradu                                | Burgbefestigung                                                       | č. NKP: 611-1129/5 Stand des NKP: 2012-02-08 Name: BRÁNA OPEVNENIA             |
|      | Datei hochladen | Gebäude(sk) ObjektID: 611-1129/6                | SNP nám. 0 KG: Zvolen Konskr.Nr.:                               | opevnenie hradu                                | Burgbefestigung                                                       | č. NKP: 611-1129/6 Stand des NKP: 2012-02-08 Name: STAVBA                      |
|      | Datei hochladen | Gebäude(sk) ObjektID: 611-1129/7                | SNP nám. 0 KG: Zvolen Konskr.Nr.:                               | opevnenie hradu                                | Burgbefestigung                                                       | č. NKP: 611-1129/7 Stand des NKP: 2012-02-08 Name: STAVBA                      |
| ja   | Datei hochladen | Burgmauer(sk) ObjektID: 611-1129/8              | SNP nám. 0 Standort KG: Zvolen Konskr.Nr.: 594                  | opevnenie hradu                                | Burgbefestigung                                                       | č. NKP: 611-1129/8 Stand des NKP: 2012-02-08 Name: MÚR HRADBOVÝ                |
| BW   | Datei hochladen | östliche Bastion(sk) ObjektID: 611-1129/9       | SNP nám. Standort KG: Zvolen Konskr.Nr.:                        | opevnenie hradu - Bašta východná               | Burgbefestigung                                                       | č. NKP: 611-1129/9 Stand des NKP: 2012-02-08 Name: BAŠTA VÝCHODNÁ              |
| BW   | Datei hochladen | südöstliche Bastion(sk) ObjektID: 611-1129/10   | SNP nám. 0 Standort KG: Zvolen Konskr.Nr.:                      | opevnenie hradu - Bašta juhovýchodná           | Burgbefestigung                                                       | č. NKP: 611-1129/10 Stand des NKP: 2012-02-08 Name: BAŠTA JUHOVÝCHODNÁ         |
| BW   | Datei hochladen | westliche Bastion(sk) ObjektID: 611-1129/11     | SNP nám. 0 Standort KG: Zvolen Konskr.Nr.:                      | opevnenie hradu - Bašta západná                | Burgbefestigung                                                       | č. NKP: 611-1129/11 Stand des NKP: 2012-02-08 Name: BAŠTA ZÁPADNÁ              |
| BW   | Datei hochladen | nordwestliche Bastion(sk) ObjektID: 611-1129/12 | SNP nám. 0 Standort KG: Zvolen Konskr.Nr.:                      | opevnenie hradu - Bašta severozápadná          | Burgbefestigung                                                       | č. NKP: 611-1129/12 Stand des NKP: 2012-02-08 Name: BAŠTA SEVEROZÁPADNÁ        |
| BW   | Datei hochladen | Burghof 2(sk) ObjektID: 611-1129/13             | SNP nám. 0 Standort KG: Zvolen Konskr.Nr.:                      | opevnenie hradu - Vonkajšie nádvorie           | Burgbefestigung, Innenhof                                             | č. NKP: 611-1129/13 Stand des NKP: 2012-02-08 Name: NÁDVORIE HRADNÉ II.        |
| BW   | Datei hochladen | Park(sk) ObjektID: 611-1129/14                  | SNP nám. 0 Standort KG: Zvolen Konskr.Nr.:                      |                                                |                                                                       | č. NKP: 611-1129/14 Stand des NKP: 2012-02-08 Name: PARK                       |
|      | Datei hochladen | Burgbrunnen(sk) ObjektID: 611-1129/15           | SNP nám. 0 KG: Zvolen Konskr.Nr.:                               | areál parku                                    | im Park                                                               | č. NKP: 611-1129/15 Stand des NKP: 2012-02-08 Name: STUDNA HRADNÁ              |
| ja   | Datei hochladen | Kirche(sk) ObjektID: 611-1132/1                 | SNP nám. Standort KG: Zvolen Konskr.Nr.:                        | r.k.sv.Alžbety                                 | römisch-katholische Kirche St. Elisabeth                              | č. NKP: 611-1132/1 Stand des NKP: 2012-02-08 Name: KOSTOL                      |
| BW   | Datei hochladen | Park(sk) ObjektID: 611-1132/2                   | SNP nám. 0 Standort KG: Zvolen Konskr.Nr.:                      |                                                |                                                                       | č. NKP: 611-1132/2 Stand des NKP: 2012-02-08 Name: PARK                        |
| ja   | Datei hochladen | Denkmal(sk) ObjektID: 611-1190/0                | SNP nám. 0 Standort KG: Zvolen Konskr.Nr.:                      | padlí v II.sv.v.                               | für die Gefallenen des WK II                                          | č. NKP: 611-1190/0 Stand des NKP: 2012-02-08 Name: POMNÍK                      |
| BW   | Datei hochladen | Gedenkhaus(sk) ObjektID: 611-1136/0             | SNP nám. 22 Standort KG: Zvolen Konskr.Nr.: 22?                 | radový                                         | Reihenhaus                                                            | č. NKP: 611-1136/0 Stand des NKP: 2012-02-08 Name: DOM MEŠTIANSKY              |
| ja   | Datei hochladen | Bürgerhaus(sk) ObjektID: 611-1135/0             | SNP nám. 23 Standort KG: Zvolen Konskr.Nr.: 23?                 | radový                                         | Reihenhaus                                                            | č. NKP: 611-1135/0 Stand des NKP: 2012-02-08 Name: DOM MEŠTIANSKY              |
| ja   | Datei hochladen | Bürgerhaus(sk) ObjektID: 611-1137/0             | SNP nám. 25 Standort KG: Zvolen Konskr.Nr.: 39                  | radový                                         | Reihenhaus                                                            | č. NKP: 611-1137/0 Stand des NKP: 2012-02-08 Name: DOM MEŠTIANSKY              |
| ja   | Datei hochladen | Wohnhaus(sk) ObjektID: 611-10684/0              | SNP nám. 26 Standort KG: Zvolen Konskr.Nr.: 75                  | radový - Wittmanov dom                         | Reihenhaus, Haus Wittman                                              | č. NKP: 611-10684/0 Stand des NKP: 2012-02-08 Name: DOM BYTOVÝ                 |
| ja   | Datei hochladen | Bürgerhaus(sk) ObjektID: 611-10685/0            | SNP nám. 28 Standort KG: Zvolen Konskr.Nr.: 74                  | pavlacový,radový                               | Reihenhaus, Galerie                                                   | č. NKP: 611-10685/0 Stand des NKP: 2012-02-08 Name: DOM MEŠTIANSKY             |
| ja   | Datei hochladen | Bürgerhaus(sk) ObjektID: 611-1134/0             | SNP nám. 31 Standort KG: Zvolen Konskr.Nr.: 21                  | radový                                         | Reihenhaus                                                            | č. NKP: 611-1134/0 Stand des NKP: 2012-02-08 Name: DOM MEŠTIANSKY              |
| ja   | Datei hochladen | Bürgerhaus(sk) ObjektID: 611-10686/1            | SNP nám. 32 Standort KG: Zvolen Konskr.Nr.: 72                  | radový                                         | Reihenhaus                                                            | č. NKP: 611-10686/1 Stand des NKP: 2012-02-08 Name: DOM MEŠTIANSKY             |
| BW   | Datei hochladen | Bürgerhaus(sk) ObjektID: 611-10686/2            | SNP nám. 32 Standort KG: Zvolen Konskr.Nr.: 72                  | radový                                         | Reihenhaus                                                            | č. NKP: 611-10686/2 Stand des NKP: 2012-02-08 Name: DOM MEŠTIANSKY             |
| ja   | Datei hochladen | Bürgerhaus(sk) ObjektID: 611-1139/0             | SNP nám. 34 Standort KG: Zvolen Konskr.Nr.: 71                  | radový                                         | Reihenhaus                                                            | č. NKP: 611-1139/0 Stand des NKP: 2012-02-08 Name: DOM MEŠTIANSKY              |
| ja   | Datei hochladen | Bürgerhaus(sk) ObjektID: 611-1140/0             | SNP nám. 36 Standort KG: Zvolen Konskr.Nr.: 70                  | radový                                         | Reihenhaus                                                            | č. NKP: 611-1140/0 Stand des NKP: 2012-02-08 Name: DOM MEŠTIANSKY              |
| ja   | Datei hochladen | Bürgerhaus(sk) ObjektID: 611-1142/0             | SNP nám. 36 - 51 Standort KG: Zvolen Konskr.Nr.: 51             | radový                                         | Reihenhaus                                                            | č. NKP: 611-1142/0 Stand des NKP: 2012-02-08 Name: DOM MEŠTIANSKY              |
| ja   | Datei hochladen | Bürgerhaus(sk) ObjektID: 611-1138/0             | SNP nám. 37 Standort KG: Zvolen Konskr.Nr.: 24                  | radový                                         | Reihenhaus                                                            | č. NKP: 611-1138/0 Stand des NKP: 2012-02-08 Name: DOM MEŠTIANSKY              |
| ja   | Datei hochladen | Bürgerhaus(sk) ObjektID: 611-1143/0             | SNP nám. 41 Standort KG: Zvolen Konskr.Nr.: 59                  | patricijský dom                                | Patrizierhaus                                                         | č. NKP: 611-1143/0 Stand des NKP: 2012-02-08 Name: DOM MEŠTIANSKY              |
| ja   | Datei hochladen | Bürgerhaus(sk) ObjektID: 611-10770/1            | SNP nám. 41 Standort KG: Zvolen Konskr.Nr.: 26                  | prejazdový,radový - Bayerov dom                | Reihenhaus, Passage, Haus Bayer                                       | č. NKP: 611-10770/1 Stand des NKP: 2012-02-08 Name: DOM MEŠTIANSKY             |
| BW   | Datei hochladen | Parzellenmauer(sk) ObjektID: 611-10770/2        | SNP nám. 41 Standort KG: Zvolen Konskr.Nr.: 26                  | hranicný,kamenný                               | Grenze                                                                | č. NKP: 611-10770/2 Stand des NKP: 2012-02-08 Name: MÚR PARCELACNÝ             |
| ja   | Datei hochladen | Kirche(sk) ObjektID: 611-1133/0                 | SNP nám. 54 Standort KG: Zvolen Konskr.Nr.: 54                  | ev.a.v.                                        | evangelische Kirche                                                   | č. NKP: 611-1133/0 Stand des NKP: 2012-02-08 Name: KOSTOL                      |

## Legende
Die Tabelle enthält im Einzelnen folgende Informationen:
| Foto:                    | Fotografie des Denkmals. |
| Denkmal / č. ÚZPF:       | Die Übersetzung der Bezeichnung des Denkmals, wie sie vom Slowakischen Denkmalamt (Pamiatkový úrad Slovenskej republiky) verwendet wird. Die Originalbezeichnung ist unter dem Fragezeichen angegeben. Fehlt die Übersetzung, so wird die Originalbezeichnung direkt angezeigt. Weiters ist die Objekt-Identifikationsnummer (Objekt ID) angeführt. Sie ist die offizielle, in der Slowakei eindeutige Nummer č. ÚZPF inklusive der zugehörigen Zählnummer, wie sie in den Daten des Denkmalamtes angegeben wird. Da diese nur innerhalb eines Landkreises gezählt wird, ist dessen Nummer der Denkmalnummer vorangestellt. |
| Standort:                | Wenn in der Liste vorhanden, ist die Adresse angegeben. In Klammern kann sich noch eine zusätzliche Adresse befinden, wenn es beispielsweise ein Eckhaus ist. Bei freistehenden Objekten ohne Adresse (zum Beispiel bei Bildstöcken) ist eine Adresse angegeben, die in der Nähe des Objekts liegt. Durch Aufruf des Links Standort wird die Lage des Denkmals in verschiedenen Kartenprojekten angezeigt. Darunter sind die Katastralgemeinde (KG) und, wenn vorhanden, die Konskriptionsnummer (Konskr. Nr.) angegeben.                                                                                                   |
| Offizielle Beschreibung: | Es ist die Kurzbeschreibung auf Slowakisch, wie sie in den offiziellen Listen angegeben ist, eingetragen. |
| Beschreibung:            | Kurze Angaben zum Denkmal auf Deutsch. |
| Metadaten:               | Zusätzlich werden, wenn in den persönlichen Einstellungen das Helferlein Dauerhaftes Einblenden von Metadaten aktiviert ist, ebensolche angezeigt. |

- Karte mit allen Koordinaten:
- OSM |
- WikiMap